# 永康県 (大連市)
永康県（えいこう-けん）は中華人民共和国遼寧省にかつて存在した県。現在の瓦房店市西部に相当する。
遼代に設置された永寧県を前身とする。金代に永康県と改称され、元代に廃止された。
遼代から金代にかけて設置された永康県とは別の行政区画である。